# OK LABEL
株式会社OK LABEL（オーケイレーベル）はスポーツ、音楽に特化したマーケティング事業、広告代理店事業を行っている企業である。

## 概要
2006年「ロナウジーニョCD＆DVD」（ナオト・インティライミ、HAN-KUN（湘南乃風）、東京スカパラダイスオーケストラ等） の制作を皮切りに「ケツメイシ×ZOZOTOWN」ワールドカップアジア予選「サッカー日本代表ZOZOTOWN'」スタジアム広告ジャック」「湘南乃風×KLMオランダ航空」や高級ブランド アルマーニグループのA/X アルマーニエクスチェンジのマーケティングなどを仕掛ける。

## 沿革
- 2005年（平成17年） - 松浦新平と楽天およびマイクロソフトと業務・資本提携関係（当時）にある、国内最大級Q&Aサイト『OKWAVE』（オウケイウェイヴ）創業者の兼元謙任が東京都渋谷区に連結会社として設立。
- 2006年（平成18年） - OKWAVE名古屋証券取引所のセントレックスに株式上場（連結）。
- 2007年（平成19年） - 東京都渋谷区恵比寿に移転。
- 2008年（平成20年） - OKWAVEから全株式取得。
- 2011年（平成23年） - ケツメイシ×ZOZOTOWN ZOZOTOWNとして初となるメジャーアーティスト冠ツアー協賛。ケツメイシ初となるアパレルブランドをプロデュース。
- 2014年（平成26年） - 日本フットゴルフ協会設立に参画。
- 2015年（平成27年） - ロシアワールドカップアジア2次予選（イラン開催） 日本VSアフガニスタンの放映権、スタジアム全広告権取得。
- 2018年（平成30年） - ブロックチェーン事業に参入。